# Purosangue (Luchè)
Purosangue è un singolo del rapper Italiano Luchè pubblicato il 21 ottobre 2022 come terzo estratto dalla riedizione del quinto album in studio Dove volano le aquile.

## Descrizione
Il brano vede la collaborazione del rapper italiano Shiva.

## Tracce
Testi di Luca Imprudente e Andrea Arrigoni, musiche di Amritvir Singh.
1. Purosangue (feat. Shiva) – 2:50

## Classifiche
| Classifica (2022) | Posizione massima |
| ----------------- | ----------------- |
| Italia            | 7                 |